# Volební obvod Rorschach
Volební obvod Rorschach (německy Wahlkreis Rorschach) je jedním z 8 volebních obvodů v kantonu St. Gallen ve Švýcarsku, které vznikly podle nové ústavy kantonu St. Gallen z 10. června 2001. Tyto volební obvody již neplní žádné úkoly kantonální správy. Od 1. ledna 2003 se skládá z obcí bývalého okresu Rorschach (kromě obce Eggersriet), ale včetně obce Thal z bývalého okresu Unterrheintal.

## Seznam obcí
| Znak            | Název obce      | Počet obyvatel (31. 12. 2023) | Rozloha (km²) | Hustota zalidnění (obyv./km²) |
| --------------- | --------------- | ----------------------------- | ------------- | ----------------------------- |
| Berg            | Berg            | 1012                          | 3,76          | 269                           |
| Goldach         | Goldach         | 9709                          | 4,71          | 2061                          |
| Mörschwil       | Mörschwil       | 3662                          | 9,84          | 372                           |
| Rorschach       | Rorschach       | 9955                          | 1,78          | 5593                          |
| Rorschacherberg | Rorschacherberg | 7685                          | 7,09          | 1084                          |
| Steinach        | Steinach        | 3580                          | 4,50          | 796                           |
| Thal            | Thal            | 7097                          | 9,66          | 735                           |
| Tübach          | Tübach          | 1594                          | 1,99          | 801                           |
| Untereggen      | Untereggen      | 1027                          | 7,13          | 144                           |
| Celkem (9)      | Celkem (9)      | 45 321                        | 50,46         | 898                           |